# 虛弱
虚弱（weakness）或衰弱（frailty）、无力（asthenia）、乏力（acratia，fatigue），是一种症状的统称，有着多种不同的用法。该症状的成因多种多样，可细分为真性肌无力（myasthenia），或者体感肌无力。真性肌无力是许多肌肉骨骼系统疾病的一大症状，包括肌肉萎缩症、炎性肌病等。它多见于神经肌肉接点失调疾病中，如重症肌無力。